# Finland op het Eurovisiesongfestival 2005
Finland nam in 2005 deel aan het Eurovisiesongfestival in Kiev, Oekraïne. Het was de negenendertigste deelname van het land op het festival. Het land werd vertegenwoordigd door Geir Rönning met het lied "Why?".

## Selectieprocedure
Er waren eerst 4 halve finales die bepaalden wie naar de finale mocht gaan.
De finale werd gepresenteerd door Heikki Paasonen en Jaana Pelkonen.
Aan deze finale deden 6 artiesten mee.
De winnaar werd aangeduid door televoting.
| Volgorde | Lied                         | Artiest         | Televoting | Plaats |
| -------- | ---------------------------- | --------------- | ---------- | ------ |
| 1        | Deck of cards                | Kentala         | 22,403     | 2de    |
| 2        | An actress                   | Elena Mady      | 20,207     | 4de    |
| 3        | Kiss me                      | Jennie          | 22,276     | 3de    |
| 4        | Why                          | Geir Rönning    | 30,648     | 1ste   |
| 5        | Yeah, yeah                   | I'Dees          | 11,741     | 6de    |
| 6        | Everything but still nothing | Christian Forss | 14,733     | 5de    |

## In Kiev
Op het Eurovisiesongfestival zelf trad Finland als 16de van 25 deelnemers in de halve finale aan, na Hongarije en voor Macedonië. Aan het einde van de puntentelling stond Finland op een 18de plaats met 50 punten, wat niet genoeg was voor de finale.
België en Nederland hadden respectievelijk 0 en 1 punten over voor deze inzending.

### Gekregen punten

#### Halve finale
| 12 punten | 10 punten            | 8 punten               | 7 punten | 6 punten    |
| --------- | -------------------- | ---------------------- | -------- | ----------- |
|           | - Noorwegen - Zweden | - Denemarken - Estland |          | - Monaco    |
| 5 punten  | 4 punten             | 3 punten               | 2 punten | 1 punt      |
|           | - Duitsland          | - Andorra              |          | - Nederland |

### Punten gegeven door Finland

#### Halve Finale
Punten gegeven in de halve finale:
| 12 punten | Noorwegen   |
| 10 punten | Zwitserland |
| 8 punten  | Denemarken  |
| 7 punten  | Slovenië    |
| 6 punten  | Estland     |
| 5 punten  | Hongarije   |
| 4 punten  | Roemenië    |
| 3 punten  | Moldavië    |
| 2 punten  | Kroatië     |
| 1 punt    | Israël      |

#### Finale
Punten gegeven in de finale:
| 12 punten | Noorwegen   |
| 10 punten | Zwitserland |
| 8 punten  | Malta       |
| 7 punten  | Rusland     |
| 6 punten  | Zweden      |
| 5 punten  | Israël      |
| 4 punten  | Letland     |
| 3 punten  | Griekenland |
| 2 punten  | Denemarken  |
| 1 punt    | Kroatië     |

1961 · 1962 · 1963 · 1964 · 1965 · 1966 · 1967 · 1968 · 1969 · 1970 · 1971 · 1972 · 1973 · 1974 · 1975 · 1976 · 1977 · 1978 · 1979 · 1980 · 1981 · 1982 · 1983 · 1984 · 1985 · 1986 · 1987 · 1988 · 1989 · 1990 · 1991 · 1992 · 1993 · 1994 · 1995 · 1996 · 1997 · 1998 · 1999 · 2000 · 2001 · 2002 · 2003 · 2004 · 2005 · 2006 · 2007 · 2008 · 2009 · 2010 · 2011 · 2012 · 2013 · 2014 · 2015 · 2016 · 2017 · 2018 · 2019 · 2020 · 2021 · 2022 · 2023 · 2024 · 2025